# Брунст, Виктор Эмильевич
Виктор Эмильевич Брунст (1864—1932) — русский учёный-агроном, педагог и общественный деятель.
Автор многих научных работ, в том числе написанных за границей.

## Биография
Родился в 1864 году в Харьковской губернии Российской империи в семье Эмилия Густавовича, полковника Херсонской инженерной дистанции.
В 1881 году окончил Петровский полтавский кадетский корпус, затем 3-е Александровское военное училище в Москве и был выпущен в 132-й Бендерский пехотный полк. После нескольких лет нахождения на военной службе, вышел в отставку и поступил в Петровскую сельскохозяйственную академию, которую окончил в 1899 году.
Управлял имениями в Екатеринославской и Харьковской губерниях, привнося новшества в ведение сельскохозяйственных работ. Был одним из основателем опытных сельскохозяйственных станций: Сумской, Харьковской, Ивановской. С 1906 года был губернским агрономом в Харьковской губернии и директором Харьковского земельного училища. Зате переехал и жил в Санкт-Петербурге, где заведовал кафедрой агрономической помощи в Стебутовском институте сельского хозяйства (с 1920 года — Петроградская сельскохозяйственная академия им. И. А. Сте́бута, ныне Санкт-Петербургский государственный аграрный университет).
С 1909 года В. Э. Брунст был сотрудником департамента земледелия Главного управления землеустройства и земледелия. Одновременно с государственной службой руководил деятельностью Петербургского центрального сельскохозяйственного общества. В 1916 году стал товарищем председателя I-го отделения Вольного экономического общества, директором агрономических курсов Петроградского Общества народного университета. Являлся членом Конституционно-демократической партии. После Февральской революции был директором департамента сельскохозяйственных машин Министерства продовольствия. Не приняв Октябрьскую революцию, Брунст в годы Гражданской войны уехал на Украину. Был товарищем министра земледелия в правительстве гетмана П. П. Скоропадского в 1918 году, затем — эксперт при Особом совещании правительства белого генерала А. И. Деникина по вопросам аграрной реформы. В 1920 году из Новороссийска на военном корабле «Ганновер» эвакуировался на турецкий остров Принкипо.
Затем до конца жизни находился в эмиграции: с 1921 года жил в Софии (Болгария), затем с 1922 года жил и работал в Праге (Чехословакия), где занимался общественной и педагогической деятельностью. Был членом софийской группы Партии народной свободы и членом Совета Общества единения русских в Болгарии. Работал профессором Русского института сельскохозяйственной кооперации в Праге, где читал курс лекций по общему и частному животноводству, вел семинар по технике маслодельного производства и молочному хозяйству, возглавлял кафедру животноводства. Преподавал в Чешском коммерческом институте (ныне Пражский экономический университет) и руководил кружком по изучению агрономии при Русском народном университете. Являлся членом Русской академической группы и председателем Союза русских агрономов в Чехословакии (с 1925 года — Союза русских агрономов, лесоводов и ветеринаров). В 1925 году учёный в составе миссии Лиги Наций совершил поездку по Южной Америке, изучая сельское хозяйство Аргентины, Бразилии, Парагвая, Уругвая. Итоги проделанной работы он обобщил в специализированных журналах «Хутор», «Хозяин», «Русский земледелец», «Земледелие».
Виктор Эмильевич Брунст по приглашению чехословацкого правительства консультировал сотрудников Министерства земледелия по различным вопросам агрономии и крестьянского хозяйства. В 1929 году научные круги русской эмиграции и чешская общественность торжественно отметили 40-летний юбилей его агрономической и общественной деятельности.
Умер 2 декабря 1932 года в Праге. Был похоронен на Ольшанском кладбище города, где позже рядом с ним была похоронена его жена. Могила находится в попечении общественной организации «Русская традиция».
Был женат на Екатерине Васильевне (урождённая Бекарюкова, 1870—1944). В семье родились два сына: Дмитрий (1909—1970) — инженер-строитель, член НТС и его исполкома; Виктор (1902/1903—1986) — учёный-биолог, профессор, после Второй мировой войны жил в США.